# Der Mann mit der eisernen Maske (1923)
Der Mann mit der eisernen Maske ist ein 1923 erschienener deutscher Abenteuer-Stummfilm von Max Glass mit Wladimir Gaidarow in der Titelrolle bzw. einer Doppelrolle. Der Film wurde gestaltet nach der gleichnamigen Romanvorlage von Alexandre Dumas.

## Handlung
Der Film orientiert sich weitgehend an der Vorlage des bekannten Dumas-Romans.
Kardinal Richelieu erteilt die Order, dass der Zwillingsbruder von Frankreichs König Ludwig XIV. vom Hof entfernt und aufs Land gebracht werden soll. Dort wird er erzogen, ohne Kenntnis von seiner wahren Abstammung zu bekommen, und wie ein Gefangener gehalten. Der machtbewusste Kirchenfürst will damit verhindern, dass eine Weissagung, der zufolge der Bruder des Königs den Staat und die Dynastie eines Tages in arge Bedrängnis bringen würde, eintreffen kann. Bald wird der Bruder, hier Bertrand genannt, zum Mann mit der eisernen Maske, die verhindern soll, dass Bewacher und Bedienstete eine Ähnlichkeit Bertrands mit ihrem Monarchen feststellen können.

## Produktionsnotizen
Der Mann mit der eisernen Maske wurde im Terra-Glashaus in Berlin-Marienfelde gedreht und besaß eine Länge von einem Vorspiel und sechs Akten auf insgesamt 3003 Metern. Nach seiner Zensur am 15. Dezember 1922 wurde der Film mit Jugendverbot belegt und im darauf folgenden Monat im Alhambra-Kino an Berlins Kurfürstendamm uraufgeführt. In Österreich lief der Film exakt ein Jahr später an, in Frankreich, dem Lande Dumas’, Ende Juni desselben Jahres.
Das damalige Terra-Vorstandsmitglied und der spätere Drehbuchautor Glass gab mit diesem Film seinen Einstand als Regisseur und Produzent. Die umfangreichen Filmbauten schuf Robert A. Dietrich.

## Kritiken
Siegfried Kracauer schrieb: „In der Neuen Lichtbühne wird ein großer historischer Film: DER MANN MIT DER EISERNEN MASKE vorgeführt, er behandelt das Schicksal des angeblichen Zwillingsbruders von König Ludwig XIV. Das beste sind die Szenen, in denen das Prunkleben am Hofe des Sonnenkönigs sich entfaltet. Im übrigen werden nicht eigentlich filmgemäß, so viele Intrigen aneinandergestückt, daß es mitunter schwierig ist, sich zurechtzufinden. Albert Bassermann ragt als Darsteller des Kardinals Mazarin hervor.“
Die Neue Freie Presse befand in ihrer Ausgabe vom 8. Januar 1924: "Dumas‘ spannender Roman wurde hier von geschickter Hand zu einem nicht minder spannenden Film umgearbeitet. (…) Das historische Kolorit ist sehr gut getroffen. Die Regie verdient dafür reichliches Lob. Besonderes Interesse gewinnt dieser Film durch das ausgezeichnete Spiel der Darsteller. Albert Bassermann ist als Kardinal Mazarin in Maske und Darstellung restlos bewundernswert."